# 제선 페마
제선 페마(종카어: རྗེ་བརྒྱུད་པདྨ, 1990년 6월 4일 ~ )는 부탄 왕국의 제5대 국왕 지그메 케사르 남기엘 왕축의 왕비이다.